# 亿万富翁

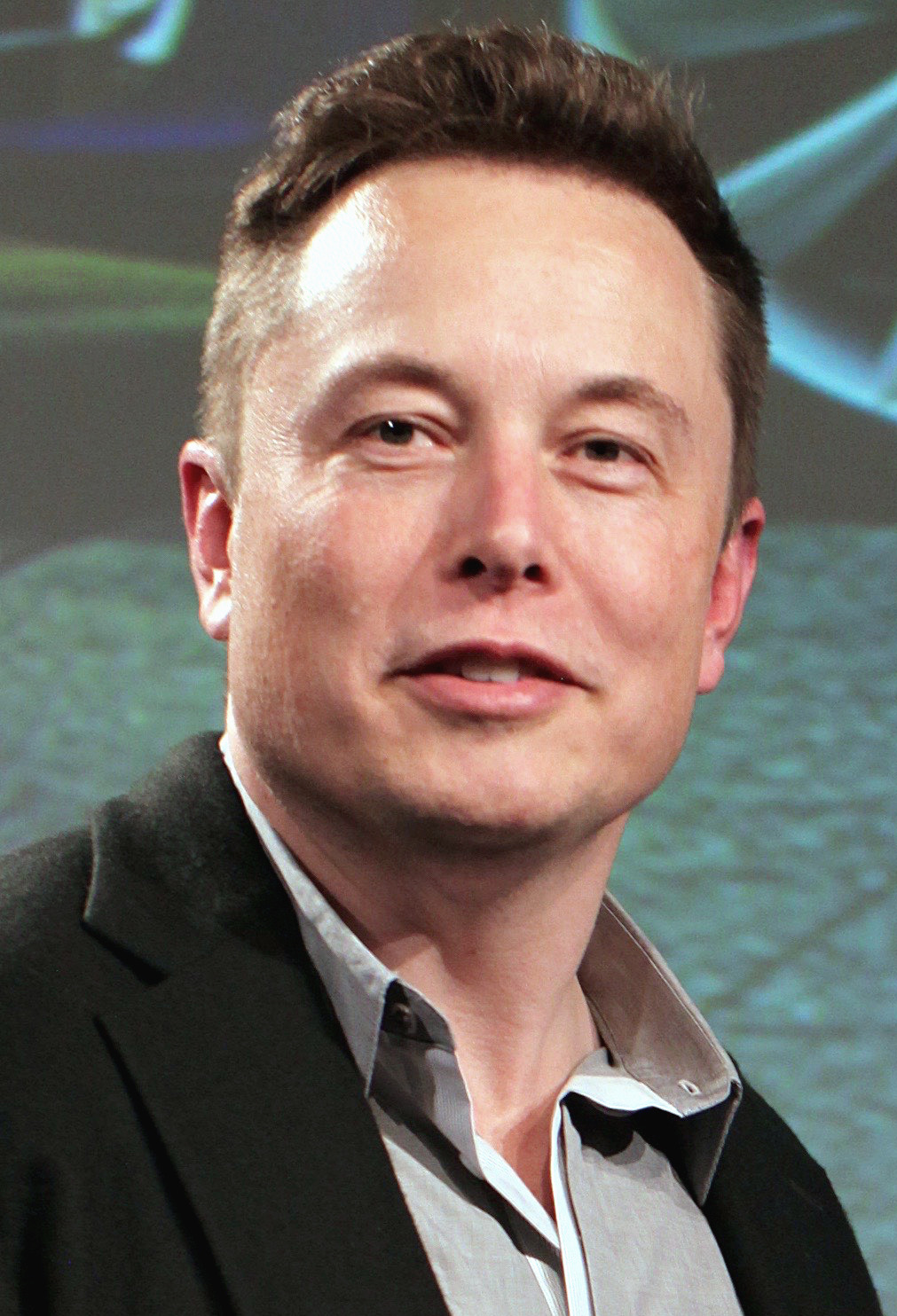
截至2022年4月，大亨埃隆·马斯克為世界首富。

亿万富翁是指一些非常富有的人，大多以淨值表示身价达一亿元(或其他购买力不低的货币单位)的人士，由于所述者属地之货币不同，实际财产多少有异；有些货币购买力太低，即使拥有过亿，也不代表富裕，不叫富翁。虽然翁字一般解作老年男人，然而这个四字词所指往往不限性别和年纪。以“亿万富翁”代表财富达亿元，而不是达亿元之万倍--万亿/亿万元的人，在数学上是错的，然而这是约定俗成之叫法。
他們的名字每年都出現於世界級富豪榜，例如福布斯富豪榜。这是由《福布斯》杂志发布的各地区亿万富翁按净值（美元）的榜单，以下列表不包含胡润百富榜、彭博亿万富翁指数、《商业内幕》、《星期日泰晤士报》和瑞银集团等其它来源。

## 美洲

### 美国
- 约翰·洛克菲勒（1839~1937）相当于时下4090亿美元 石油 个人资产与当时美国GDP比例：1/65[6][7]
- 安德鲁·卡内基（1835~1919）相当于时下3720亿美元 铁路 占当时美国GDP的比例为1：87
- 科尼利厄斯·范德比尔特（1794~1877）相当于时下2150亿美元 船运业和铁路建筑 资产与当时美国GDP比例：1/87
- 埃隆·马斯克，SpaceX、特斯拉，4212億美元[8]（2024年福布斯）,為目前世界首富。(截至2022年5月)
- 沃爾瑪超市的擁有者沃尔顿家族 家族财富1742亿美元 零售业 萨姆·沃尔顿（1918~1992）586亿美元
  - 吉姆·沃爾頓，591億美元[8]（2022年福布斯）
  - 580億美元[8]（2022年福布斯）
  - 愛麗斯·沃爾頓，582億美元[8]（2022年福布斯）
  - 卢卡斯·沃尔顿，148億美元[8]（2022年福布斯）
  - 克里斯蒂·沃尔顿，58億美元（2018年福布斯）
- Amazon公司老闆
  - 贝索斯，1931億美元（2021年9月29日[8]）
  - 麦谨思·S·督陶，319亿美元[9][8]2019年4月4日，雙方達成最終版的離婚協議，杰弗里·贝索斯將會繼續持有亞馬遜股份中的75%，麥謹思分得25%[10]，令其一躍成為全球第三富有的女性以及全球億萬富豪之一[11]
- 科氏工业集团 科赫家族1200亿美元
  - 查尔斯·科赫，615亿美元[8]（2022年福布斯）
  - 大卫·汉密尔顿·科赫，600亿美元[12]（2018年福布斯）
- 微軟老闆比爾·蓋茨，1253億美元[8]（2022年福布斯）计算机 1999年在历史上除去通货膨胀，以今天的美元价值换算约1490亿美元[13]个人资产与美国GDP比例：1/152[14]
- 「股神」沃倫·巴菲特（波克夏·哈薩威公司）1119億美元[8] 金融投资（2022年福布斯[15][16]）
- 玛氏食品公司 马尔斯家族708亿美元
  - 约翰·马尔斯，236亿美元
  - 马瑞克·马尔斯，59亿美元
  - 帕梅拉·马尔斯，59亿美元
  - 瓦莱利·马尔斯，59亿美元
  - 维多利亚·马尔斯，59亿美元
- 马克·扎克伯格（社交网站Meta）703亿美元[8]（2022年福布斯）
- 甲骨文公司的首席執行官拉瑞·艾里森，959億美元[8]（2022年福布斯）
- 迈克尔·布隆伯格，820亿美元[8]，彭博有限合伙企业创始人，三届纽约市市长
- Alphabet子公司Google[17]：
  - 拉里·佩奇，961億美元[8]（2022年福布斯）
  - 谢尔盖·布林，925億美元[8]（2022年福布斯）
  - 埃里克·施密特，196亿美元[8]（2022年福布斯）
- 謝爾登·阿德爾森（拉斯維加斯金沙集團總裁，威尼斯人(澳門)股份有限公司）385億美元（2018年福布斯）
- 史蒂夫·巴爾默，微軟公司，NBA洛杉磯快艇隊老闆, 862亿美元[8]（2022年福布斯）
- 菲爾·奈特，耐克公司，429亿美元[8]（2022年福布斯）
- 迈克尔·戴尔（戴尔）524億美元[8]（2022年福布斯）
- 保羅·艾倫，1953~2018微軟公司創始人之一，生前217億美元（2018年3月福布斯[18]）
- 托马斯·彼得菲，盈透證券(Interactive Brokers)，192億美元[8]（2022年福布斯）
- 莱恩·布拉瓦特尼克，阿卡斯工业集团，202億美元（2018年福布斯）
- 詹姆斯·西蒙斯，对冲基金，286億美元[8]（2022年福布斯）
- 勞倫·鮑威爾·喬布斯，苹果公司乔布斯遺孀，150亿美元 [8]史蒂夫·乔布斯 1955~2011生前61亿美元
- 雷·达利奥，对冲基金，177亿美元（2018年福布斯）
- 卡尔·伊坎，艾康企业创始人，168亿美元（2018年福布斯）
- 唐纳德·布伦，欧文公司，163亿美元（2018年福布斯）
- 阿比盖尔·约翰逊，富达投资，159亿美元（2018年福布斯）
- 哈罗德·哈姆，141亿美元（2018年福布斯）
- 史蒂夫·科恩，对冲基金，140亿美元（2018年福布斯）
- 达斯汀·莫斯科维茨，Facebook，140亿美元（2018年福布斯）
- 查尔斯·厄尔根，134亿美元（2018年福布斯）
- 菲利浦·安舒茨，130亿美元（2018年福布斯）
- 吉姆·肯尼迪，130亿美元（2018年福布斯）
- 布莱尔·帕里-奥基登，130亿美元（2018年福布斯）
- 伦纳德·劳德，雅诗兰黛公司，129亿美元（2018年福布斯）
- 史蒂芬·施瓦茨曼，126亿美元（2018年福布斯）
- 唐纳德·纽豪斯，先進出版公司，123亿美元（2018年福布斯）
- 安德鲁·比尔，116亿美元（2018年福布斯）
- 小约翰·默纳德，115亿美元（2018年福布斯）
- 大卫·泰珀，对冲基金，110亿美元（2018年福布斯）
- 皮埃尔·奥米迪亚，ebay，105亿美元（2018年福布斯）
- 罗纳德·佩雷尔曼，98亿美元（2018年福布斯）
- 米奇·阿里森，97亿美元（2018年福布斯）
- 小托马斯·弗里斯特，96亿美元（2018年福布斯）
- 查尔斯·施瓦布，折扣经纪，94亿美元（2018年福布斯）
- 小赫伯特·科勒，93亿美元（2018年福布斯）
- 简·库姆，WhatsApp，91亿美元（2018年福布斯）
- 詹姆斯·古德纳特，SAS总裁，90亿美元（2018年福布斯）
- 肯·格里芬，对冲基金，90亿美元（2018年福布斯）
- 詹姆斯·钱伯斯，87亿美元（2018年福布斯）
- 凯瑟琳·瑞纳，87亿美元（2018年福布斯）
- 玛格丽塔·泰勒，87亿美元（2018年福布斯）
- 斯坦利·克伦克，83亿美元（2018年福布斯）
- 约翰·马龙，81亿美元（2018年福布斯）
- 卡尔·库克，80亿美元（2018年福布斯）
- 大卫·格芬，格芬唱片公司，80亿美元（2018年福布斯）
- 乔治·索罗斯，对冲基金，80亿美元（2018年福布斯）
- 爱德华·约翰逊三世，79亿美元（2018年福布斯）
- 大卫·杜菲尔德，78亿美元（2018年福布斯）
- 乔治·凯泽，78亿美元（2018年福布斯）
- 黃馨祥，Abraxis BioScience制药公司，78亿美元（2018年福布斯）
- 斯蒂芬·罗斯，76亿美元（2018年福布斯）
- 保利娜·麦克米伦·凯纳斯，嘉吉公司，74亿美元（2018年福布斯）
- 伊莱·布罗德，73亿美元（2018年福布斯）
- 孙宏斌，融創中國，73亿美元（2018年福布斯）
- 舍希德·汗，72亿美元（2018年福布斯）
- 约翰·杜尔，凯鹏华盈，71亿美元（2018年福布斯）
- 大卫·格林，68亿美元（2018年福布斯）
- 汉克·梅杰与道格·梅杰，68亿美元（2018年福布斯）
- 布莱恩·阿克顿，WhatsApp，66亿美元（2018年福布斯）
- 莱昂·布莱克，阿波罗全球管理公司，65亿美元（2018年福布斯）
- 约翰·保尔森，对冲基金，65亿美元（2018年福布斯）
- 大卫·肖，64亿美元（2018年福布斯）
- 约翰·索布拉托，64亿美元（2018年福布斯）
- 丹·吉伯特，63亿美元（2018年福布斯）
- 理查德·金德，62亿美元（2018年福布斯）
- 罗伯特·克拉夫特，卡夫食品集团，62亿美元（2018年福布斯）
- 拉尔夫·劳伦，拉夫·劳伦马球，62亿美元（2018年福布斯）
- 莱斯·卫克斯奈，61亿美元（2018年福布斯）
- 惠特尼·麦克米伦，嘉吉公司，60亿美元（2018年福布斯）
- 汤姆·勒夫与朱迪·勒夫，58亿美元（2018年福布斯）
- 罗伯特·罗琳，58亿美元（2018年福布斯）
- 丹尼斯·华盛顿，58亿美元（2018年福布斯）
- 孙大卫，金士頓科技，57亿美元（2018年福布斯）
- 杜纪川，金士頓科技，57亿美元（2018年福布斯）
- 黄仁勋，NVIDIA，159亿美元[8]（2022年福布斯）
- 查尔斯·约翰逊，56亿美元（2018年福布斯）
- 杰里·琼斯，56亿美元（2018年福布斯）
- 理查德·勒弗拉克，56亿美元（2018年福布斯）
- 史蒂文·雷尔斯，56亿美元（2018年福布斯）
- 丹宁·阿瓦拉，55亿美元（2018年福布斯）
- 斯科特·邓肯，55亿美元（2018年福布斯）
- 米兰内·弗朗茨，55亿美元（2018年福布斯）
- 黛安·亨德里克斯，55亿美元（2018年福布斯）
- 加布·纽维尔，Valve Software，55亿美元（2018年福布斯）
- 兰达·威廉姆斯，55亿美元（2018年福布斯）
- 理查德·迪沃斯，54亿美元（2018年福布斯）
- 乔治·罗伯茨，54亿美元（2018年福布斯）
- 小爱德华·罗斯基，54亿美元（2018年福布斯）
- 吉姆·戴维斯，新百伦，53亿美元（2018年福布斯）
- 大卫·费罗，雅虎，53亿美元（2018年福布斯）
- 亨利·克拉维斯，53亿美元（2018年福布斯）
- 伊斯雷尔·英格兰德，对冲基金，52亿美元（2018年福布斯）
- 玛丽安·伊里奇，52亿美元（2018年福布斯）
- 布鲁斯·柯夫纳，对冲基金，52亿美元（2018年福布斯）
- 乔治·卢卡斯，《星球大战》电影导演，54亿美元[8]（2022年福布斯）
- 伯纳德·马库斯，家得宝，52亿美元（2018年福布斯）
- 弗雷德里克·史密斯，聯邦快遞FedEx，51亿美元（2018年福布斯）
- 玛莎·英格拉姆，50亿美元（2018年福布斯）
- 卡伦·普利兹克，50亿美元（2018年福布斯）
- 罗伯特·巴斯，49亿美元（2018年福布斯）
- 马克·贝尼奥夫，Salesforce，49亿美元（2018年福布斯）
- 查尔斯·多兰，49亿美元（2018年福布斯）
- 雷伊·李·亨特，49亿美元（2018年福布斯）
- 约翰·欧文德克，对冲基金，49亿美元（2018年福布斯）
- 萨姆纳·雷德斯通，49亿美元（2018年福布斯）
- 莱因霍尔德·施米丁，49亿美元（2018年福布斯）
- 大卫·西格尔，对冲基金，49亿美元（2018年福布斯）
- 山姆·泽尔，49亿美元（2018年福布斯）
- 布巴·凯西，48亿美元（2018年福布斯）
- 丹·凯西，48亿美元（2018年福布斯）
- 小鲁珀特·约翰逊，48亿美元（2018年福布斯）
- 特拉维斯·卡兰尼克，优步，28亿美元[8]（2022年福布斯）
- 特雷弗·里斯-琼斯，48亿美元（2018年福布斯）
- 杰弗里·斯科尔，eBay，48亿美元（2018年福布斯）
- 丹尼尔·齐夫，48亿美元（2018年福布斯）
- 德科·齐夫，48亿美元（2018年福布斯）
- 罗伯特·齐夫，48亿美元（2018年福布斯）
- 斯坦利·德鲁肯米勒，对冲基金，47亿美元（2018年福布斯）
- 特德·勒纳，47亿美元（2018年福布斯）
- 格温多琳·松泰姆·迈耶，嘉吉公司，47亿美元（2018年福布斯）
- 克里斯多夫·雷耶斯，47亿美元（2018年福布斯）
- 裘德·雷耶斯，47亿美元（2018年福布斯）
- 谢尔登·索罗，47亿美元（2018年福布斯）
- 老杰里米·雅各布斯，46亿美元（2018年福布斯）
- 克里斯·拉森，46亿美元（2018年福布斯）
- 保罗·都铎·琼斯二世，对冲基金，45亿美元（2018年福布斯）
- 约翰·萨尔，SAS，45亿美元（2018年福布斯）
- 伦纳德·斯特恩，45亿美元（2018年福布斯）
- 塔玛拉·古斯塔夫森，44亿美元（2018年福布斯）
- 约翰·莫里斯，44亿美元（2018年福布斯）
- 罗伯特·史密斯，44亿美元（2018年福布斯）
- 拉斯·韦纳，Rockstar能量饮料公司，44亿美元（2018年福布斯）
- 罗科·科米索，43亿美元（2018年福布斯）
- 蒂尔曼·弗提塔，43亿美元（2018年福布斯）
- 泰伦斯·佩古拉，43亿美元（2018年福布斯）
- 罗伯特·佩拉，UBNT，43亿美元（2018年福布斯）
- 加里·罗林斯，43亿美元（2018年福布斯）
- 兰德尔·罗林斯，43亿美元（2018年福布斯）
- 亚历杭德罗·桑托·多明戈，43亿美元（2018年福布斯）
- 安德烈斯·桑托·多明戈，43亿美元（2018年福布斯）
- 王恒，金鹰集团，43亿美元（2018年福布斯）
- 史蒂芬·比斯奥蒂，42亿美元（2018年福布斯）
- 奥斯汀·卡吉尔二世，嘉吉，42亿美元（2018年福布斯）
- 詹姆斯·卡吉尔二世，嘉吉，42亿美元（2018年福布斯）
- 阿尔奇·奥尔迪斯·伊莫森，42亿美元（2018年福布斯）
- 玛丽安·里布曼，嘉吉，42亿美元（2018年福布斯）
- 鲍比·墨菲，Snapchat，42亿美元（2018年福布斯）
- 伊戈尔·奥伦尼科夫，42亿美元（2018年福布斯）
- 小沃尔特·斯科特，42亿美元（2018年福布斯）
- 小克莱米·斯潘格勒，42亿美元（2018年福布斯）
- 阿瑟·布兰克，家得宝，41亿美元（2018年福布斯）
- 杰克·丹杰蒙德与劳拉·丹杰蒙德，Esri，41亿美元（2018年福布斯）
- 詹姆斯·简纳德，41亿美元（2018年福布斯）
- 艾萨克·珀尔马特，漫威娛樂，41亿美元（2018年福布斯）
- 罗斯·佩罗，电子数据系统，曾1992年与1996年两次竞选美国总统，41亿美元（2018年福布斯）
- 托马斯·普利兹克，凱悅酒店，41亿美元（2018年福布斯）
- 小朱利安·罗伯逊，对冲基金，41亿美元（2018年福布斯）
- 埃文·斯皮格尔，Snapchat，41亿美元（2018年福布斯）
- 科尔茨·沃伦，41亿美元（2018年福布斯）
- 本·阿什肯纳齐，41亿美元（2018年福布斯）
- 达格玛·杜比，杜比实验室，40亿美元（2018年福布斯）
- 丹·弗莱德金，丰田经销，40亿美元（2018年福布斯）
- 罗纳德·劳德，雅诗兰黛，40亿美元（2018年福布斯）
- 迈克尔·莫里茨，红杉资本风投，40亿美元（2018年福布斯）
- 理查德·舒尔茨，百思买，40亿美元（2018年福布斯）
- 杰夫·萨顿，40亿美元（2018年福布斯）
- 瑞克·卡鲁索，39亿美元（2018年福布斯）
- 汤姆·戈尔斯，底特律活塞队老板，39亿美元（2018年福布斯）
- 斯图尔特·雷斯尼克和琳达·雷斯尼克，39亿美元（2018年福布斯）
- 杰里·斯派尔，39亿美元（2018年福布斯）
- 哈里·斯泰恩，39亿美元（2018年福布斯）
- 史蒂文·伍得瓦-赫兹，飞机租赁，39亿美元（2018年福布斯）
- 那森·布莱卡斯亚克，爱彼迎Airbnb，72亿美元[8]（2022年福布斯）
- 布莱恩·切斯基，爱彼迎，90亿美元[8]（2022年福布斯）
- 乔·吉比亚，爱彼迎，78亿美元[8]（2022年福布斯）
- 杰弗·格林，38亿美元（2018年福布斯）
- 罗伯特·麦克纳尔，38亿美元（2018年福布斯）
- 艾拉·雷纳特，38亿美元（2018年福布斯）
- 亨利·萨缪里，博通公司，38亿美元（2018年福布斯）
- 尼克·卡普莱拉，37亿美元（2018年福布斯）
- 马克·库班，MicroSolutions公司，NBA达拉斯小牛队老板，47亿美元[8]（2022年福布斯）
- 肯·费舍尔，37亿美元（2018年福布斯）
- 菲斯克·约翰逊，美國莊臣公司，37亿美元（2018年福布斯）
- 伊莫金·鲍尔斯·约翰逊，美國莊臣公司，37亿美元（2018年福布斯）
- 柯蒂斯·约翰逊，美國莊臣公司，37亿美元（2018年福布斯）
- 海伦·约翰逊-雷波德，美國莊臣公司，37亿美元（2018年福布斯）
- 温妮·约翰逊-马奎特，美國莊臣公司，37亿美元（2018年福布斯）
- 迈克尔·米尔肯，37亿美元（2018年福布斯）
- 杰弗里·希尔德布兰德，36亿美元（2018年福布斯）
- 爱德华·约翰逊四世，36亿美元（2018年福布斯）
- 伊丽莎白·约翰逊，36亿美元（2018年福布斯）
- 彼得·凯洛格，36亿美元（2018年福布斯）
- 罗杰·莱尼，36亿美元（2018年福布斯）
- 史蒂文·斯皮尔伯格，电影导演，37亿美元[8]（2022年福布斯）
- 安妮塔·扎克，36亿美元（2018年福布斯）
- 朱迪·福克纳，Epic Systems，35亿美元（2018年福布斯）
- 约书亚·哈里斯，35亿美元（2018年福布斯）
- 道格拉斯·莱昂内，红杉资本，35亿美元（2018年福布斯）
- 安东尼·普利兹克，35亿美元（2018年福布斯）
- 杰伊·罗伯特·普利兹克，35亿美元（2018年福布斯）
- 米切尔·雷尔斯，35亿美元（2018年福布斯）
- 伯纳德·索尔二世，35亿美元（2018年福布斯）
- 唐纳德·斯特林，前洛杉矶快船队老板，35亿美元（2018年福布斯）
- 赖利·贝克特尔，34亿美元（2018年福布斯）
- 小斯蒂芬·贝克特尔，34亿美元（2018年福布斯）
- 吉米·哈斯拉姆，34亿美元（2018年福布斯）
- 高民环，Garmin，44亿美元[8]（2022年福布斯）
- 史蒂夫·韦恩，34亿美元（2018年福布斯）
- 约翰·阿诺德，对冲基金，33亿美元（2018年福布斯）
- 锡德·巴斯，33亿美元（2018年福布斯）
- 约翰·布朗，33亿美元（2018年福布斯）
- 查尔斯·科恩，33亿美元（2018年福布斯）
- 拉克什·甘瓦尔，33亿美元（2018年福布斯）
- 里德·霍夫曼，LinkedIn，21亿美元[8]（2022年福布斯）
- 小阿莫斯·霍斯泰特，33亿美元（2018年福布斯）
- 肯尼思·朗格尼，33亿美元（2018年福布斯）
- 乔治·林德曼，33亿美元（2018年福布斯）
- 玛丽·艾丽斯·多兰斯·马龙，金宝汤公司，33亿美元（2018年福布斯）
- 亨利·尼古拉斯，博通公司，33亿美元（2018年福布斯）
- 帕特·斯瑞克，33亿美元（2018年福布斯）
- 尼尔·布卢姆，32亿美元（2018年福布斯）
- 程正昌与蒋佩琪，熊猫餐饮集团，32亿美元（2018年福布斯）
- 斯科特·库克，32亿美元（2018年福布斯）
- 莱昂·库珀曼，对冲基金，32亿美元（2018年福布斯）
- 约翰·保罗·德约里尔，32亿美元（2018年福布斯）
- 汤姆·格里萨诺，32亿美元（2018年福布斯）
- 丹尼尔·勒布，对冲基金，32亿美元（2018年福布斯）
- 丹尼尔·奥奇，对冲基金，32亿美元（2018年福布斯）
- 马克·罗恩，32亿美元（2018年福布斯）
- 哈伊姆·萨班，32亿美元（2018年福布斯）
- 林恩·舒斯特曼，32亿美元（2018年福布斯）
- 马克·舒恩，32亿美元（2018年福布斯）
- 张东文与张金淑，永遠21时尚零售，31亿美元（2018年福布斯）
- 巴里·迪勒，31亿美元（2018年福布斯）
- 杰克·多尔西，Twitter，53亿美元[8]（2022年福布斯）
- 阿兰·戈德曼，31亿美元（2018年福布斯）
- 简·戈德曼，31亿美元（2018年福布斯）
- 埃米·戈德曼·福勒，31亿美元（2018年福布斯）
- 戴安·坎珀尔，31亿美元（2018年福布斯）
- 詹姆斯·勒普林诺，31亿美元（2018年福布斯）
- 理查德·桑兹，31亿美元（2018年福布斯）
- 唐纳德·特朗普，美國第45任總統，特朗普集团前任董事长，30亿美元[8]（2022年福布斯）
- 罗密什·瓦德哈尼，Aspect Development，31亿美元（2018年福布斯）
- 泰勒·斯威夫特，歌手，11亿美元（2024年福布斯）[19]

### 
- 蕾哈娜（芬蒂 （页面存档备份，存于））17亿美元[8]（2022年福布斯）

### 海地
- 吉尔伯特·比吉奥（GB集团）12亿美元（2019年福布斯）

### 墨西哥
- 卡洛斯·斯利姆·埃卢（墨國電信公司）897亿美元[8]（2022年福布斯）

### 巴西
- 豪尔赫·保罗·莱曼 （安贝夫与3G Capital）149亿美元[8]（2022年福布斯）
- 愛德華多·薩維林（Meta）110亿美元[8]（2022年福布斯）
- 西尔维奥·桑托斯（巴西电视系统）32亿美元（2020年福布斯）
- 路易莎·特拉哈诺（葡萄牙語：Luiza Trajano）（Magazine Luiza （页面存档备份，存于））49亿美元（2020年福布斯）

### 加拿大
- 大卫·汤姆森（汤姆森公司）471亿美元[8]（2022年福布斯）
- 蔡崇信（阿里巴巴集团）,NBA布魯克林籃網隊老闆, 82亿美元[8]（2022年福布斯）
- 格瑞特·坎普（优步）23亿美元[8]（2022年福布斯）

## 欧洲

### 法國
- 贝尔纳·阿尔诺（路易威登）1425亿美元[8]（2022年福布斯）
- 弗朗索瓦丝·贝当古·迈耶斯家族，利利安·贝滕科特1922~2017（欧莱雅）422亿美元[12]（2018年福布斯）

### 西班牙
- 安曼西奥·奥特加（印地紡，服装零售商）555亿美元[8]（2022年福布斯）
- 桑德拉·奥特加·梅拉（Zara）56亿美元[8]（2022年福布斯）

### 瑞典
- 史蒂芬·皮尔森（H&M集团）163亿美元[8]（2022年福布斯）
- 汉斯·雷辛（爱克林集团），125亿美元（2018年福布斯）
- 梅尔克·斯科尔林，97亿美元[8]（2022年福布斯）
- 弗雷德里克·保尔森，75亿美元[8]（2022年福布斯）
- 约恩·劳辛，94亿美元[8]（2022年福布斯）
- 芬恩·劳辛，94亿美元[8]（2022年福布斯）
- 柯尔斯顿·劳辛，94亿美元[8]（2022年福布斯）
- 安东尼娅·约翰逊，72亿美元[8]（2022年福布斯）
- 丹·奥尔森，26亿美元[8]（2022年福布斯）
- 伯提·霍特（英孚教育），42亿美元[8]（2022年福布斯）
- 卡尔·贝内特，71亿美元[8]（2022年福布斯）
- 古斯塔夫·道格拉斯，69亿美元[8]（2022年福布斯）
- 英瓦尔·坎普拉德（宜家）587亿美元（2018年1月福布斯）

### 英国
- 欣杜贾，128亿美元[8]（2022年福布斯）
- 詹姆斯·拉特克利夫，150亿美元[8]（2022年福布斯）
- 大卫·鲁宾与西蒙·鲁宾，134亿美元[8]（2022年福布斯）
- 鲁珀特·默多克，150亿美元（2018年福布斯）
- 迈克尔·普拉特，对冲基金，152亿美元[8]（2022年福布斯）
- 伊恩·利文斯通与理查德·利文斯通，83亿美元[8]（2022年福布斯）
- 布鲁诺·施罗德，62亿美元（2018年福布斯）
- 詹姆斯·戴森（戴森公司），79亿美元[8]（2022年福布斯）
- 劳伦斯·格拉夫，34亿美元[8]（2022年福布斯）
- 安德鲁·加里，50亿美元[8]（2022年福布斯）
- 约翰·里斯，51亿美元[8]（2022年福布斯）
- 理查德·布蘭森，維珍集團，43亿美元[8]（2022年福布斯）
- 丹尼斯·科茨，49亿美元[8]（2022年福布斯）
- 乔·刘易斯，53亿美元[8]（2022年福布斯）
- 杰拉尔德·格罗夫纳，第六代威斯敏斯特公爵（房地产公司格罗夫纳）130亿美元[20]（2011年福布斯）

### 俄羅斯
- 弗拉基米尔·利辛，265亿美元[8]（2022年福布斯）
- 阿列克谢·莫尔达索夫，216亿美元[8]（2022年福布斯）
- 列昂尼德·米赫尔松，241亿美元[8]（2022年福布斯）
- 瓦吉特·阿列克佩罗夫，220亿美元[8]（2022年福布斯）
- 格纳迪·季姆琴科，205亿美元[8]（2022年福布斯）
- 弗拉基米尔·波塔宁，300亿美元[8]（2022年福布斯）
- 安德烈·梅尔尼琴科，262亿美元[8]（2022年福布斯）
- 米哈伊尔·弗里德曼，131亿美元[8]（2022年福布斯）
- 维克多·维克塞尔伯格，51亿美元[8]（2022年福布斯）
- 阿利舍尔·乌斯马诺夫，161亿美元[8]（2022年福布斯）
- 罗曼·阿布拉莫维奇（西伯利亚石油公司）90亿美元[8]（2022年福布斯）
- 格尔曼·汗（西伯利亚石油公司）98亿美元（2018年福布斯）
- 米哈伊尔·普罗霍罗夫，113亿美元[8]（2022年福布斯）
- 维克托·拉什尼科夫，121亿美元[8]（2022年福布斯）
- 列昂尼德·费顿，78亿美元[8]（2022年福布斯）
- 阿列克谢·库兹米切夫，66亿美元[8]（2022年福布斯）
- 伊斯坎德尔·马克穆多夫，70亿美元[8]（2022年福布斯）
- 德米特里·雷波诺列夫，66亿美元[8]（2022年福布斯）
- 奥列格·德里帕斯卡（俄罗斯铝业公司）38亿美元[8]（2022年福布斯）
- 苏莱曼·克里莫夫（俄罗斯天然气工业股份公司）158亿美元[8]（2022年福布斯）

### 德国
- 卡爾及西奥·阿尔布雷希特（德國Aldi連鎖超市和美國Trader Joe超市的所有人）357億美元[8]（2022年福布斯）

### 義大利
- 乔瓦尼·费列罗（佛列羅）349亿美元[8]（2022年福布斯）
- 莱昂纳多·戴尔·维吉奥（陆逊梯卡）259亿美元[8]（2022年福布斯）
- 斯德法诺·佩斯纳118亿美元（2018年福布斯）
- 乔治·阿玛尼，亞曼尼，68亿美元[8]（2022年福布斯）
- 西尔维奥·贝卢斯科尼（费宁韦斯特）65亿美元[8]（2022年福布斯）

## 亚洲

### 印度
- 穆克什·安巴尼（信实工业）976亿美元[8]（2022年福布斯）
- 阿齐姆·普莱姆基（Wipro，软件）188亿美元（2018年福布斯）
- 拉克希米·米塔尔（米塔尔钢铁公司）印度/英国，185亿美元（2018年福布斯）
- 希夫·纳达尔（HCL）241亿美元[8]（2022年福布斯）
- 迪利普·桑哈维（印度太阳药业有限公司）154亿美元[8]（2022年福布斯）
- 库玛尔·博拉，140亿美元[8]（2022年福布斯）
- 乌代·科塔克，149亿美元[8]（2022年福布斯）
- 拉达吉申·达马尼，173亿美元[8]（2022年福布斯）
- 高塔姆·阿达尼，1057亿美元[8]（2022年福布斯）,為目前亞洲首富。(截至2022年5月)
- 赛鲁斯·普纳瓦拉，215亿美元[8]（2022年福布斯）
- 萨维特里·金达尔，149亿美元[8]（2022年福布斯）
- 苏尼尔·米塔尔，88亿美元（2018年福布斯）
- 库夏·帕尔·辛格（DLF集团）64亿美元（2018年福布斯）
- 阿查里雅·巴克里希纳，63亿美元（2018年福布斯）
- 维克拉姆·拉尔，63亿美元（2018年福布斯）
- 纳斯里·瓦迪亚，60亿美元（2018年福布斯）
- 贝努·戈帕尔·班古尔，62亿美元（2018年福布斯）
- 卡兰尼施·马兰，52亿美元（2018年福布斯）
- 苏巴斯·钱德拉，50亿美元（2018年福布斯）
- 潘卡·帕特尔，50亿美元（2018年福布斯）
- 优素福·阿里，50亿美元（2018年福布斯）
- 阿贾伊·皮拉马尔，49亿美元（2018年福布斯）
- 巴贾吉兄弟，48亿美元（2018年福布斯）
- 卡皮尔·巴蒂亚与拉胡尔·巴蒂亚，45亿美元（2018年福布斯）
- 卡米基·加提亚尼，44亿美元（2018年福布斯）
- 拉胡尔·巴贾吉，43亿美元（2018年福布斯）
- 帕万·穆贾尔，41亿美元（2018年福布斯）
- B.R.谢帝，40亿美元（2018年福布斯）
- 苏迪尔·梅塔与萨米尔·梅塔，39亿美元（2018年福布斯）
- 拉维·皮莱，39亿美元（2018年福布斯）
- 曼加尔·普拉巴特·罗哈，37亿美元（2018年福布斯）
- 基兰·玛朱姆达-肖，36亿美元（2018年福布斯）
- 卡珊·帕特尔，36亿美元（2018年福布斯）
- 库尔迪普·辛格与古尔巴坎·辛格·丁格拉，35亿美元（2018年福布斯）
- 巴巴·卡利亚尼，35亿美元（2018年福布斯）
- 阿尼尔·阿加瓦尔，33亿美元（2018年福布斯）
- 阿什温·达尼，33亿美元（2018年福布斯）
- 萨米尔·格洛，32亿美元（2018年福布斯）
- 拉詹·拉赫贾，31亿美元（2018年福布斯）
- 安尼尔·安巴尼（Reliance，移动电话）27亿美元（2018年福布斯）

### 中华人民共和国
- 钟睒睒（農夫山泉）672亿美元[8]，(相當於4475億人民幣,目前中國首富,  2022年5月福布斯)
- 马化腾（腾讯集团）362亿美元[8]（相当于2410亿人民币，中国第2位,  2022年5月福布斯）
- 馬雲（阿里巴巴集團）229亿美元[8]（相当于1525亿人民币，2022年5月福布斯）
- 许家印（中國恒大集團）303亿美元，2018年福布斯
- 王健林家族（万达集团）123亿美元[8]，2022年福布斯 王思聪，60亿人民币，[21]2016年福布斯
- 杨惠妍（碧桂園，房地产）163亿美元[8]（2022年福布斯）
- 何享健（美的集团），201亿美元（2018年福布斯）
- 雷军（小米科技）184亿美元（2018年7月福布斯）
- 王卫（顺丰速运），208亿美元[8]（2022年福布斯）
- 丁磊（网易）340亿美元[8]（2022年福布斯[22]）
- 张志东（腾讯）117亿美元[8]（2022年福布斯）
- 李彦宏（百度）146亿美元（2018年福布斯）
- 黄峥（拼多多）137亿美元（2018年7月福布斯）[23]
- 张勇夫妇（海底捞）136亿美元（2019年4月彭博亿万富翁指数）
- 王文银（正威集团）117亿美元（2018年福布斯）
- 许世辉（福建达利集团）113亿美元（2018年福布斯）
- 周鸿祎（奇虎360）113亿美元（2018年福布斯）
- 刘强东（京东）108亿美元（2018年福布斯）
- 阎志（卓尔集团）101亿美元（2018年福布斯）
- 潘政民（瑞声科技）97亿美元（2018年福布斯）
- 宗庆后（娃哈哈集团）95亿美元（2018年福布斯）
- 姚振华（宝能集团）92亿美元（2018年福布斯）
- 郭广昌（复星国际，综合）81亿美元（2018年福布斯）
- 孙飘扬（恒瑞医药）137亿美元[8]（2022年福布斯）
- 吴亚军（龙湖集团）154亿美元[8]（2022年福布斯）
- 王文学（华夏幸福）72亿美元（2018年福布斯）
- 卢志强（中国民生银行）70亿美元（2018年福布斯）
- 吴少勋（劲牌）70亿美元（2018年福布斯）
- 陈丽华（富华国际）68亿美元（2018年福布斯）
- 刘永行（新希望集团）125亿美元[8]（2022年福布斯）
- 魏建军（长城汽车）64亿美元（2018年福布斯）
- 江南春（分众传媒）64億美元（2018年福布斯）
- 庞康（海天味业）64億美元（2018年福布斯）
- 马建荣（申洲国际集团）60億美元（2018年福布斯）
- 姚良松（欧派家居集团）58億美元（2018年福布斯）
- 张近东（苏宁电器连锁集团）58亿美元（2018年福布斯）
- 张邦鑫（好未来集团）55亿美元（2018年福布斯）
- 张士平（魏橋創業）55亿美元（2018年福布斯）
- 林秀成（三安集团）54亿美元（2018年福布斯）
- 王兴（美团）54亿美元（2018年9月福布斯）
- 徐传化与徐冠巨（传化集团）53亿美元（2018年福布斯）
- 王传福（比亚迪）52亿美元（2018年福布斯）
- 刘永好（新希望集团）49亿美元（2018年福布斯）
- 于泳（洛阳钼业）49亿美元（2018年福布斯）
- 周建平（海澜集团）49亿美元（2018年福布斯）
- 傅利泉（大华股份）48亿美元（2018年福布斯）
- 蔡奎（龙湖地产）46亿美元（2018年福布斯）
- 梁稳根（三一重工）46亿美元（2018年福布斯）
- 方威（方大炭素）45亿美元（2018年福布斯）
- 季昌群（丰盛控股）45亿美元（2018年福布斯）
- 朱孟依（合生创展集团）44亿美元（2018年福布斯）
- 王玉锁（新奥集团）42亿美元（2018年福布斯）
- 范红卫（恒力股份）41亿美元（2018年福布斯）
- 车建兴（红星美凯龙）40亿美元（2018年福布斯）
- 黄如论（世纪金源集团）40亿美元（2018年福布斯）
- 喻渭蛟（圆通速递）40亿美元（2018年福布斯）
- 张学信（信发集团）40亿美元（2018年福布斯）
- 张一鸣（今日头条创始人）40亿美元（2018年福布斯）
- 陈东升（泰康人寿）38亿美元（2018年福布斯）
- 蒋卫平（天齐锂业）38亿美元（2018年福布斯）
- 曾芳勤（领益科技）38亿美元（2018年福布斯）
- 张劲（雪松控股）38亿美元（2018年福布斯）
- 李丐腾（飞科集团）37亿美元（2018年福布斯）
- 谢炳（正大制药）37亿美元（2018年福布斯）
- 曹龙祥（济川药业）36亿美元（2018年福布斯）
- 蒋仁生（智飞生物）36亿美元（2018年福布斯）
- 秦英林（牧原股份）36亿美元（2018年福布斯）
- 邱光和（森马集团）36亿美元（2018年福布斯）
- 徐镜人（扬子江药业集团）36亿美元（2018年福布斯）
- 张力（富力地产）36亿美元（2018年福布斯）
- 张欣家族（SOHO中国）36亿美元（2018年福布斯）
- 陈邦（爱尔眼科）35亿美元（2018年福布斯）
- 高天国（安信信托）35亿美元（2018年福布斯）
- 马东敏（百度）34亿美元（2018年福布斯）
- 孙广信（广汇集团）34亿美元（2018年福布斯）
- 季琦（携程网、如家连锁酒店）34亿美元（2018年福布斯）
- 刘忠田（中国忠旺）33亿美元（2018年福布斯）
- 罗立国（合盛硅业）33亿美元（2018年福布斯）
- 姜滨（歌尔声学）32亿美元（2018年福布斯）
- 聂腾云（韵达快递）32亿美元（2018年福布斯）
- 汪滔（大疆无人机）32亿美元（2018年福布斯）
- 郑翔玲（正大制药）31亿美元（2018年福布斯）
- 赖梅松（中通快递）31亿美元（2018年福布斯）
- 梁信军（复星集团）31亿美元（2018年福布斯）
- 任建华（老板电器）31亿美元（2018年福布斯）
- 汪建（华大基因）31亿美元（2018年福布斯）
- 吕向阳（比亚迪，王传福表兄）30亿美元（2018年福布斯）
- 王振华（新城控股）30亿美元（2018年福布斯）
- 谢世煌（阿里巴巴）30亿美元（2018年福布斯）
- 蔡东晨（石药集团）29亿美元（2018年福布斯）
- 丁世忠（安踏）29亿美元（2018年福布斯）
- 冯海良（海亮教育集团）29亿美元（2018年福布斯）
- 柯尊洪（康弘药业）29亿美元（2018年福布斯）
- 王来春（立讯精密）29亿美元（2018年福布斯）
- 王来胜（立讯精密）29亿美元（2018年福布斯）
- 丁世家（安踏）28亿美元（2018年福布斯）
- 史玉柱（巨人高科技集团）28亿美元（2018年福布斯）
- 顾玉华（顾家家居）27亿美元（2018年福布斯）
- 张文中（物美集团）27亿美元（2018年福布斯）
- 左晖（链家）27亿美元（2018年福布斯）
- 黄伟（新湖地产）家族，27亿美元（2018年福布斯）
- 陈发树（新华都）26亿美元（2018年福布斯）
- 林刚（康哲药业）26亿美元（2018年福布斯）
- 沈文荣（东北特钢）26亿美元（2018年福布斯）
- 沈玉兴（佳源集团）26亿美元（2018年福布斯）
- 宋作文（南山集团）26亿美元（2018年福布斯）
- 张帆（汇顶科技）26亿美元（2018年福布斯）
- 朱兴良（金螳螂企业集团）26亿美元（2018年福布斯）
- 杜江涛（君正能源）25亿美元（2018年福布斯）
- 许连捷（恒安集团）25亿美元（2018年福布斯）
- 施文博（恒安集团）25亿美元（2018年福布斯）
- 陈金霞（国金证券）24亿美元（2018年福布斯）
- 耿建明（荣盛地产）24亿美元（2018年福布斯）
- 李仲初（石基信息）24亿美元（2018年福布斯）
- 童锦泉（长峰集团）24亿美元（2018年福布斯）
- 俞敏洪（新东方）24亿美元（2018年福布斯）
- 陈华（京基集团）23亿美元（2018年福布斯）
- 胡柏藩（新和成股份）23亿美元（2018年福布斯）
- 林立（立业集团）23亿美元（2018年福布斯）
- 何巧女（东方园林）22亿美元（2018年福布斯）
- 柯希平（恒兴集团）22亿美元（2018年福布斯）
- 孔健岷（合景泰富地产）22亿美元（2018年福布斯）
- 沈国军（銀泰商業）22亿美元（2018年福布斯）
- 吴志刚（桃李面包）22亿美元（2018年福布斯）
- 肖文革（印纪传媒）22亿美元（2018年福布斯）
- 张秀根（华泰汽车）22亿美元（2018年福布斯）
- 程雪（海天味业）21亿美元（2018年福布斯）
- 黄红云（金科股份）21亿美元（2018年福布斯）
- 黄振达（联泰集团）21亿美元（2018年福布斯）
- 蒋业华（华宇物业）21亿美元（2018年福布斯）
- 李洪信（太阳纸业）21亿美元（2018年福布斯）
- 李西廷（迈瑞生物）21亿美元（2018年福布斯）
- 梁允超（汤臣倍健）21亿美元（2018年福布斯）
- 茅理翔（方太厨具）21亿美元（2018年福布斯）
- 王长田（光线传媒）21亿美元（2018年福布斯）
- 王文京（用友软件）21亿美元（2018年福布斯）
- 叶成（岚桥集团）21亿美元（2018年福布斯）
- 朱共山（协鑫集团）21亿美元（2018年福布斯）
- 董伟（基因泰克）20亿美元（2018年福布斯）
- 胡凯军（远大医药）20亿美元（2018年福布斯）
- 李革（药明康德）20亿美元（2018年福布斯）
- 马兴田（康美药业）20亿美元（2018年福布斯）
- 缪寿良（富源集团）20亿美元（2018年福布斯）
- 刘明辉（中国燃气）20亿美元（2018年福布斯）
- 任正非（华为）20亿美元（2018年福布斯）
- 苏素玉（联美控股）20亿美元（2018年福布斯）
- 汪立平（恒立液压）20亿美元（2018年福布斯）
- 王希成（玲珑轮胎）20亿美元（2018年福布斯）
- 魏少军（隆基泰和）20亿美元（2018年福布斯）
- 朱保国（太太药业）20亿美元（2018年福布斯）
- 张茵（玖龍紙業）18亿美元（2018年福布斯）
- 黄光裕（国美电器）16亿美元（2018年福布斯）
- 徐明（大连实德集团）75亿人民币（2007年10月福布斯）

2020年10月12日 瑞銀集團和普華永道發佈年度億萬富豪報告：“中国亿万富豪总数达415人，98%为白手起家” 

#### 香港
- 李嘉誠（長江實業）361億美元[8]，约合2833億港币（2022年福布斯）
- 李兆基（恆基兆業）330億美元[8]（2022年福布斯）
- 呂志和（嘉華國際集團）201億美元（2018年福布斯）
- 劉鑾雄（華人置業）167億美元（2018年福布斯）
- 郭炳江和郭炳聯兄弟（新鴻基地產）165億美元（2018年福布斯）
- 吳光正（九龍倉集團、會德豐集團）170億美元[8]（2022年福布斯）
- 李文达（李锦记集团）116億美元（2018年福布斯）
- 龚虹嘉（海康威视）104億美元[8]（2022年福布斯）
- 许荣茂（世茂集团）80億美元（2018年福布斯）
- 郭炳湘，1950~2018（新鴻基地產）80億美元（2018年福布斯）
- 周群飞（蓝思科技）78億美元（2018年福布斯）
- 米高·嘉道理（中電集團）73億美元（2018年福布斯）
- 朱李月华（金利丰）70億美元（2018年福布斯）
- 蔡志明（旭日國際集團）64億美元（2018年福布斯）
- 纪海鹏（龙光集团）56億美元（2018年福布斯）
- 杨建文（伯恩光学）56億美元（2018年福布斯）
- 潘苏通（高银集团）55億美元（2018年福布斯）
- 林惠英（伯恩光学）54億美元（2018年福布斯）
- 何超琼（信德集團）何鸿燊与二太的长女，53億美元（2018年福布斯）
- 罗家宝（百乐集团）50億美元（2018年福布斯）
- 李水荣（荣盛石化）47億美元（2018年福布斯）
- 李運強（理文造紙）46億美元（2018年福布斯）
- 叶澄海（信立泰药业）45億美元（2018年福布斯）
- 李澤楷（電訊盈科）44億美元（2018年福布斯）
- 李德义（恆豐）41億美元（2018年福布斯）
- 李华（卓越集团）38億美元（2018年福布斯）
- 梁安琪（信德集團）何鴻燊四太，37億美元（2018年福布斯）
- 梁绍鸿（大鸿辉兴业）35億美元（2018年福布斯）
- 廖汤慧霭（纪惠集团）34億美元（2018年福布斯）
- 李思廉（富力地产）33億美元（2018年福布斯）
- 罗纳德·麦高利（中電集團）32億美元（2018年福布斯）
- 吴凯庭（万利达集团）30億美元（2018年福布斯）
- 黄世再（大中华国际集团）28億美元（2018年福布斯）
- 董建成（东方海外）28億美元（2018年福布斯）
- 曹德旺（福耀集团）25億美元（2018年福布斯）
- 何猷龙（信德集團）25億美元（2018年福布斯）
- 罗康瑞（瑞安集团）25億美元（2018年福布斯）
- 柯为湘（保利达）25億美元（2018年福布斯）
- 陈慧慧（南丰集团）24億美元（2018年福布斯）
- 朱林瑶（华宝国际）24億美元（2018年福布斯）
- 邢李源（思捷環球）24億美元（2018年福布斯）
- 朱林瑶（華寶國際）24億美元（2018年福布斯）
- 刘炽平（腾讯）24億美元（2018年福布斯）
- 利氏家族（希慎興業）23.6億美元（2014年福布斯[25]）
- 邓耀（百丽鞋业）23億美元（2018年福布斯）
- 黄敏利（敏华控股）23億美元（2018年福布斯）
- 陈谭庆芬（恒隆地产）22億美元（2018年福布斯）
- 董建华（前香港特首，东方海外）22億美元（2018年福布斯）
- 熊续强（银亿集团）22億美元（2018年福布斯）
- 邓成波（佳源国际）21億美元（2018年福布斯）
- 黄毅（中升集团）21億美元（2018年福布斯）
- 威廉·康奈尔（William E. Connor & Associates）20億美元（2011年福布斯[26]）
- 刘名中（玖龍紙業，张茵的丈夫，香港、巴西籍）17億美元（2018年福布斯）
- 馮國經（美国籍，利豐有限公司）14億美元（2018年福布斯）
- 馮國綸（利豐有限公司）14億美元（2018年福布斯）
- 黎智英（壹傳媒）12億美元（2008年3月福布斯[27]）
- 榮智健（中信泰富）7.5亿美元[28]（2009年福布斯）中国共产党秘密党员，前中华人民共和国副主席荣毅仁之子
- 陳廷驊（1923~2012，南豐集團）34億美元（2008年3月福布斯）

#### 澳門
- 何鴻燊（澳門旅遊娛樂有限公司、信德集團）家产已分割给香港籍的长女何超琼与四太梁安琪，78億港元（2009年福布斯）[29]

### 中華民國
- 蔡衍明（旺旺集團）77億美元[8]（相當於2280億元新台幣，2022年福布斯）
- 魏應州與魏應交、魏應充、魏應行四兄弟（頂新集團）63億美元[8]（相當於1866億元新台幣，2022年福布斯）
- 張虔生兄弟（日月光集團）72億美元（2021年福布斯）
- 郭台銘（鴻海科技集團）68億美元[8]（相當於2014億元新台幣，2022年福布斯）
- 林堉璘1936~2018（宏泰集團）58億美元（2018年福布斯）
- 林書鴻（長春集團）63億美元[8]（相當於1866億元新台幣，2022年福布斯）
- 林百里（廣達集團）50億美元[8]（相當於1481億元新台幣，2022年福布斯）
- 尹衍樑（润泰集团）51億美元[8]（相當於1510億元新台幣，2022年福布斯）
- 罗结1925~2019（正新橡胶）32億美元（2018年福布斯）
- 蔡明忠（富邦集團）41億美元[8]（相當於1214億元新台幣，2022年福布斯）
- 蔡明兴（富邦集團）43億美元[8]（相當於1273億元新台幣，2022年福布斯）
- 辜仲立  (中信集團)   40億美元[8]（相當於1184億元新台幣，2022年福布斯）
- 蔡宏圖（霖園集團）29億美元（2018年福布斯）
- 陈泰铭（国巨集团）43億美元[8]（相當於1273億元新台幣，2022年福布斯）
- 蔡政达（国泰金控）43億美元[8]（相當於1273億元新台幣，2022年福布斯）
- 秦荣华（敏实集团）25億美元（2018年福布斯）
- 張忠謀  (TSMC台積電)  23億美元[8]（相當於681億元新台幣，2022年福布斯）
- 林耀英（大立光）22億美元（2018年福布斯）
- 蔡镇宇（国泰金控）22億美元（2018年福布斯）
- 陈永泰（震旦集團）20億美元（2018年福布斯）
- 徐旭東（遠東集團）12億美元（2018年福布斯）
- 王永慶1917~2008（台塑企業）68億美元（2008年6月福布斯）
- 蔡萬才1929~2014（富邦集團）30億美元（2007年3月福布斯）

### 沙烏地阿拉伯
- 阿爾瓦利德·塔拉爾·阿薩德王子（王国控股公司（英语：Kingdom Holding Company），花旗集团）187億美元（2017年福布斯）[30]

### 
- 哈吉·哈山納·包奇亞蘇丹（石油業）380億美元（1997年福布斯）

### 泰國
- 謝易初家族（Chearavanont family）（正大集团）366億美元（2017年福布斯）

### 印度尼西亞
- 黄惠忠与黃輝祥（中亚银行与針記）426亿美元（2020年福布斯）
- 黄氏家族（Widjaja family）（金光集团）97亿美元（2012年福布斯）
- 彭雲鵬（巴里托太平洋集团）61亿美元（2019年福布斯）

### 马来西亚
- 郭鶴年（香格里拉酒店集团）148億美元（2018年3月福布斯）

### 新加坡
- 黄志祥与黄志达108亿美元（2018年福布斯）
- 吴清亮，70亿美元（2018年福布斯）
- 黄祖耀（大华银行）66亿美元（2018年福布斯）
- 郭氏家族（Kwee family）56亿美元（2018年福布斯）
- 张虔生（日月光半導體制造股份有限公司）29亿美元（2018年福布斯）
- 郭令明（丰隆集团）29亿美元（2018年福布斯）
- 黄廷芳（1929~2010，信和集團）61亿美元（2007年3月福布斯）

### 日本
- 孫正義（軟銀集團）218亿美元[8]（2022年福布斯）
- 柳井正（迅销）242亿美元[8]（2022年福布斯）
- 滝崎武光（基恩士）209億美元[8]（2022年福布斯）
- 森章與其家族（森信託）33億美元[8]（2022年福布斯）
- 永守重信（日本電產）46億美元[8]（2022年福布斯）
- 三木谷浩史（樂天）40億美元[8]（2022年福布斯）
- 高原慶一朗與其家族（嬌聯）50億美元（2018年福布斯）
- 似鳥昭雄（宜得利）	28億美元[8]（2022年福布斯）
- 重田康光與其家族（光通信）30億美元[8]（2022年福布斯）
- 伊藤雅俊（味之素）41億美元[8]（2022年福布斯）
- 三木正浩（ABC-Mart）30億美元[8]（2022年福布斯）
- 岡田和生與其家族（環球娛樂）30億美元（2018年福布斯）
- 前澤友作（ZOZO）29億美元（2018年福布斯）
- 堤義明（西武集團）200亿美元（1987年福布斯）
- 森泰吉郎1904~1993（森大廈）150億美元（1991年福布斯）

### 
- 李健熙1942~2020（三星集團）186亿美元（2018年福布斯）
- 李在镕（三星集團）87亿美元[8]（2022年福布斯）
- 金正宇（Nexon）69亿美元（2018年福布斯）
- 权赫彬（SmileGate）66亿美元[8]（2022年福布斯）
- 徐廷珍（赛尔群）58亿美元[8]（2022年福布斯）
- 郑梦九（现代起亚汽车集团）41亿美元[8]（2022年福布斯）
- 徐庆培（爱茉莉太平洋）23亿美元[8]（2022年福布斯）

## 世界富豪排名前74位國家或地區（2018年）

### 各大洲首富
| 排名 | 大洲   | 十亿富豪 人数 | 洲首富           | 资产净值亿美元计人数 | 更新时间  |
| ---- | ------ | ------------- | ---------------- | -------------------- | --------- |
| –    | 全球   | 2,208         |                  | 8876                 | 2021年4月 |
| 1    | 亚洲   | 719           | 穆克什·安巴尼    | 2000                 | 2021年4月 |
| 2    | 北美洲 | 631           | 杰弗里·贝索斯    | 1338                 | 2018年5月 |
| 3    | 欧洲   | 559           | 贝尔纳·阿尔诺    | 837                  | 2018年5月 |
| 4    | 南美洲 | 85            | 豪尔赫·保罗·雷曼 | 297                  | 2018年1月 |
| 5    | 大洋洲 | 35            | 吉娜·莱因哈特    | 174                  | 2018年    |
| 6    | 非洲   | 25            | 阿里科·丹格特    | 141                  | 2018年3月 |

| 排名 | 国家／地区     | 十亿（美元）富豪人数 | 地区首富                               | 地区首富资产净值亿美金（年份） |
| ---- | -------------- | -------------------- | -------------------------------------- | ------------------------------ |
| 1    | 美国           | 585                  | 杰弗里·贝索斯                          | 1338 (2018年)                  |
| 2    | 中國           | 1000                 | 钟睒睒                                 | 678 (2022年)                   |
| 3    | 印度           | 131                  | 穆克什·安巴尼                          | 405 (2018年)                   |
| 4    | 德国           | 114                  | 贝亚特·海斯特和小卡尔·阿尔布雷希特     | 311 (2017年)                   |
| 5    | 俄羅斯         | 96                   | 列昂尼德·米赫尔松                      | 184 (2017年)                   |
| 6    | 香港           | 67                   | 李嘉诚                                 | 377 (2018年)                   |
| 7    | 英国           | 54                   | 欣杜贾家族                             | 198 (2018年)                   |
| 8    | 巴西           | 43                   | 豪尔赫·保罗·雷曼                       | 297 (2018年)                   |
| 9    | 義大利         | 42                   | 玛丽亚·弗兰卡·菲索罗                   | 22 (2018年)                    |
| 10   | 加拿大         | 39                   | 大卫·汤姆森                            | 272 (2017年)                   |
| 11   | 法國           | 38                   | 贝尔纳·阿尔诺                          | 835 (2018年)                   |
| 11   |                | 38                   | 李健熙                                 | 206 (2018年)                   |
| 13   | 瑞士           | 36                   | 埃内斯托·贝尔塔雷利                    | 90 (2017年)                    |
| 14   |                | 33                   | 吉娜·莱因哈特                          | 174 (2018年)                   |
| 14   | 日本           | 33                   | 孙正义                                 | 230 (2018年)                   |
| 16   | 瑞典           | 31                   | 史蒂芬·佩尔森                          | 189 (2017年)                   |
| 16   | 臺灣           | 31                   | 郭台铭                                 | 106 (2017年)                   |
| 18   | 土耳其         | 29                   | 穆拉特·乌尔卡                          | 39 (2017年)                    |
| 19   | 西班牙         | 25                   | 阿曼西奥·奥尔特加                      | 684 (2018年)                   |
| 20   | 新加坡         | 21                   | 黄志祥与黄志达                         | 97 (2017年)                    |
| 21   | 印度尼西亞     | 20                   | 黄惠忠                                 | 126 (2018年)                   |
| 21   | 泰國           | 20                   | 苏旭明                                 | 199 (2018年)                   |
| 23   | 以色列         | 18                   | 埃亚勒·奥弗                            | 97 (2018年)                    |
| 24   | 墨西哥         | 15                   | 卡洛斯·斯利姆                          | 705 (2018年)                   |
| 25   | 菲律賓         | 14                   | 施至成                                 | 198 (2018年)                   |
| 25   | 挪威           | 14                   | 奥德·莱坦                              | 419 (2017年)                   |
| 27   | 智利           | 12                   | 伊里斯·冯特博纳                        | 163 (2018年)                   |
| 27   | 马来西亚       | 12                   | 郭鶴年                                 | 154 (2018年)                   |
| 29   | 荷蘭           | 10                   | 夏琳·德卡瓦略-海内肯                   | 161 (2018年)                   |
| 29   | 沙烏地阿拉伯   | 10                   | 阿勒瓦利德王子                         | 187                            |
| 31   | 奥地利         | 8                    | 迪特里希·马特希茨                      | 212 (2018年)                   |
| 31   | 愛爾蘭         | 8                    | 帕朗吉·密斯特里                        | 187 (2018年)                   |
| 31   | 南非           | 8                    | 尼基·奥本海默                          | 70 (2017年)                    |
| 34   | 阿根廷         | 7                    | 亚历杭德罗·巴尔格洛尼                  | 35 (2017年)                    |
| 34   | 埃及           | 7                    | 纳塞夫·萨维里斯                        | 53 (2016年)                    |
| 34   | 芬兰           | 7                    | 安蒂·赫林                              | 42 (2016年)                    |
| 34   | 阿联酋         | 7                    | 阿卜杜拉·本·艾哈迈德·古赖尔家族        | 59 (2018年)                    |
| 37   | 賽普勒斯       | 6                    | 約翰·弗雷德里克森                      | 74 (2018年)                    |
| 37   | 捷克           | 6                    | 皮特·凯尔纳                            | 114                            |
| 37   | 丹麦           | 6                    | 克伊尔德·科尔克·克里斯蒂安森           | 55 (2018年)                    |
| 37   | 乌克兰         | 6                    | 里納特·阿克梅托夫                      | 45                             |
| 41   |                | 5                    | 布拉特·乌泰穆拉托夫                    | 23 (2015年)                    |
| 41   | 秘魯           | 5                    | 卡洛斯·罗德里格斯-帕斯托               | 26 (2017年)                    |
| 43   | 希腊           | 4                    | 斯皮罗·拉特西斯                        | 32 (2018年)                    |
| 43   | 科威特         | 4                    | 巴萨姆·阿尔加尼姆与库塔伊巴·阿尔加尼姆 | 14 (2018年)                    |
| 43   | 黎巴嫩         | 4                    | 納吉布·米卡提与塔哈·米卡提             | 27 (2018年)                    |
| 43   | 摩納哥         | 4                    | 塔蒂安娜·聖多明哥                      | 23 (2017年)                    |
| 43   | 波蘭           | 4                    | 多米尼卡·库奇科与塞巴斯蒂安·库奇科     | 38 (2018年)                    |
| 43   | 葡萄牙         | 4                    | 玛丽亚·费尔南达·阿莫林                 | 48 (2017年)                    |
| 43   | 越南           | 4                    | 范日旺                                 | 69 (2018年)                    |
| 49   | 哥伦比亚       | 3                    | 路易斯·卡洛斯·萨米恩托                 | 113 (2017年)                   |
| 49   | 摩洛哥         | 3                    | 奥斯曼·本杰隆                          | 167 (2018年)                   |
| 49   | 奈及利亞       | 3                    | 阿里科·丹格特                          | 141 (2018年)                   |
| 49   | 阿曼           | 3                    | 苏海勒·巴万                            | 34 (2018年)                    |
| 54   | 比利时         | 2                    | 阿尔伯特·弗雷尔                        | 52 (2017年)                    |
| 54   | 新西兰         | 2                    | 格雷姆·哈特                            | 103 (2018年)                   |
| 54   | 圣基茨和尼维斯 | 2                    | 吴旭                                   | 16 (2018年)                    |
| 54   | 委內瑞拉       | 2                    | 胡安·卡洛斯·埃斯科泰                   | 44 (2018年)                    |
| 59   | 阿尔及利亚     | 1                    | 艾萨德·里布拉布                        | 43.1 (2017年)                  |
| 59   | 安哥拉         | 1                    | 伊萨贝尔·多斯桑托斯                    | 35 (2017年)                    |
| 59   |                | 1                    | 沙尔曼·拉赫曼                          | 85                             |
| 59   |                | 1                    | 毕齐纳·伊万尼什维利                    | 45 (2017年)                    |
| 59   | 根西           | 1                    | 斯蒂芬·兰斯当                          | 24 (2018年)                    |
| 59   | 匈牙利         | 1                    | 桑多·萨尼                              | 11.4 (2018年)                  |
| 59   | 冰島           | 1                    | 托尔·比约哥夫森                        | 19.9 (2018年)                  |
| 59   | 约旦           | 1                    | 齐亚德·曼拿希尔                        | 11 (2015年)                    |
| 59   | 列支敦斯登     | 1                    | 克里斯托弗·泽勒                        | 25 (2016年)                    |
| 59   | 澳門           | 1                    | 许健康                                 | 15.8 (2018年)                  |
| 59   | 尼泊尔         | 1                    | 比诺德·乔达里                          | 15 (2018年)                    |
| 59   | 羅馬尼亞       | 1                    | 伊翁·提里亞克                          | 11.9 (2018年)                  |
| 59   | 斯洛伐克       | 1                    | 伊万·切联科                            | 13.1 (2018年)                  |
| 59   |                | 1                    | 内森·基尔什                            | 39 (2017年)                    |
| 59   | 坦桑尼亚       | 1                    | 穆罕默德·德沃基                        | 15.2 (2018年)                  |
| 59   | 辛巴威         | 1                    | 斯特拉夫·马希依瓦                      | 16.5 (2018年)                  |